# Cyriaque Louvion
Cyriaque Louvion (Port Saint-Sauveur, 24 juli 1987) is een Franse voetballer (verdediger) die sinds 2011 voor de Franse tweedeklasser Le Havre AC uitkomt. Voordien speelde hij bij AS Cannes en Le Mans UC.

## Carrière
- 2004-2006: AS Cannes
- 2006-2011: Le Mans UC
- 2011-nu: Le Havre AC